# Hemibagrus bongan
Hemibagrus bongan är en fiskart som först beskrevs av Popta, 1904.  Hemibagrus bongan ingår i släktet Hemibagrus och familjen Bagridae. Inga underarter finns listade i Catalogue of Life.